# Kaapprovincie
De Kaapprovincie (Afrikaans: Kaapprovinsie, Engels: Cape Province), voluit Provincie Kaap de Goede Hoop (Afrikaans: Provinsie van die Kaap die Goeie Hoop, Engels: Province of the Cape of Good Hope), was van 1910 tot 1994 een provincie van Zuid-Afrika. Voor 1910 stond het gebied bekend onder de naam Kaapkolonie.

## Geschiedenis
De provincie ontstond op 31 mei 1910 toen de Unie van Zuid-Afrika gevormd werd en omvatte het gehele gebied van de vroegere Kaapkolonie. Ook Walvisbaai werd van januari 1921 tot oktober 1922 en van 1977 tot 1994 door de Kaapprovincie bestuurd; tussen 1922 en 1977 stond de stad onder het bestuur van Zuidwest-Afrika.
In de late jaren 70 en vroege jaren 80 van de twintigste eeuw werden door het apartheidsregime uit gebied in het noorden en oosten van de Kaapprovincie enkele onafhankelijke thuislanden gevormd voor de zwarte bevolking. Alleen Zuid-Afrika zelf erkende de onafhankelijkheid van deze gebieden. Na de val van de apartheid werden de thuislanden weer deel van Zuid-Afrika. Het betrof:
- Transkei, gelegen in het oosten van de Kaapprovincie en Natal. Door de vorming van Transkei werd Oost-Griqualand een exclave van de Kaapprovincie in Natal en werd dan ook enkele jaren later aan Natal overgedragen. Het werd onafhankelijk in 1976, en werd na 1994 onderdeel van de provincie Oost-Kaap
- Bophuthatswana, dat bestond uit zeven van elkaar geïsoleerde delen in het noorden van de Kaapprovincie, Oranje-Vrijstaat en Transvaal. Het werd onafhankelijk in 1977; na 1994 werden vijf van de zeven delen onderdeel van de provincie Noordwest, een maakte voortaan deel uit van Mpumalanga en een van Vrijstaat
- Ciskei, dat bestond uit een gebied in het oosten van de Kaapprovincie en onafhankelijk werd in 1981. Na 1994 werd Ciskei opgenomen in de nieuwe provincie Oost-Kaap.

In 1994 werd de provincie in drie kleinere bestuurlijke eenheden verdeeld: de West-Kaap, de Oost-Kaap en de Noord-Kaap. Gedeelten van de Kaapprovincie werden onderdeel van de provincie Noordwest.